# 광명초등학교 (경기)
광명초등학교는 대한민국 경기도 광명시에 있는 공립 초등학교이다.

## 학교 연혁
- 1970/11/03 광명초등학교 설립인가
- 1971/03/01 초대 이종각 교장 부임
- 1971/03/13 광명초등학교 개교(12학급)
- 1974/04/01 특수학급 인가
- 2008/03/01 제11대 양기래 교장 부임
- 2012/03/01 제12대 최관배 교장 부임
- 2014/03/01 제13대 김득영 교장 부임
- 2015/02/13 제44회 졸업식(148명)
- 2015/03/01 33학급 편성(일반학급 31, 특수학급 2)
- 2015/03/01 병설유치원 1학급 편성
- 2015/04/20 제14대 배상철 교장 부임

## 참고 자료
- 광명초등학교 - 한국교육학술정보원 학교알리미